# Оберштадт
Оберштадт (нім. Oberstadt) — громада в Німеччині, розташована в землі Тюрингія. Входить до складу району Гільдбурггаузен. Складова частина об'єднання громад Фельдштайн.
Площа — 13,41 км2. Населення становить 329 ос. (станом на 31 грудня 2021).

## Галерея

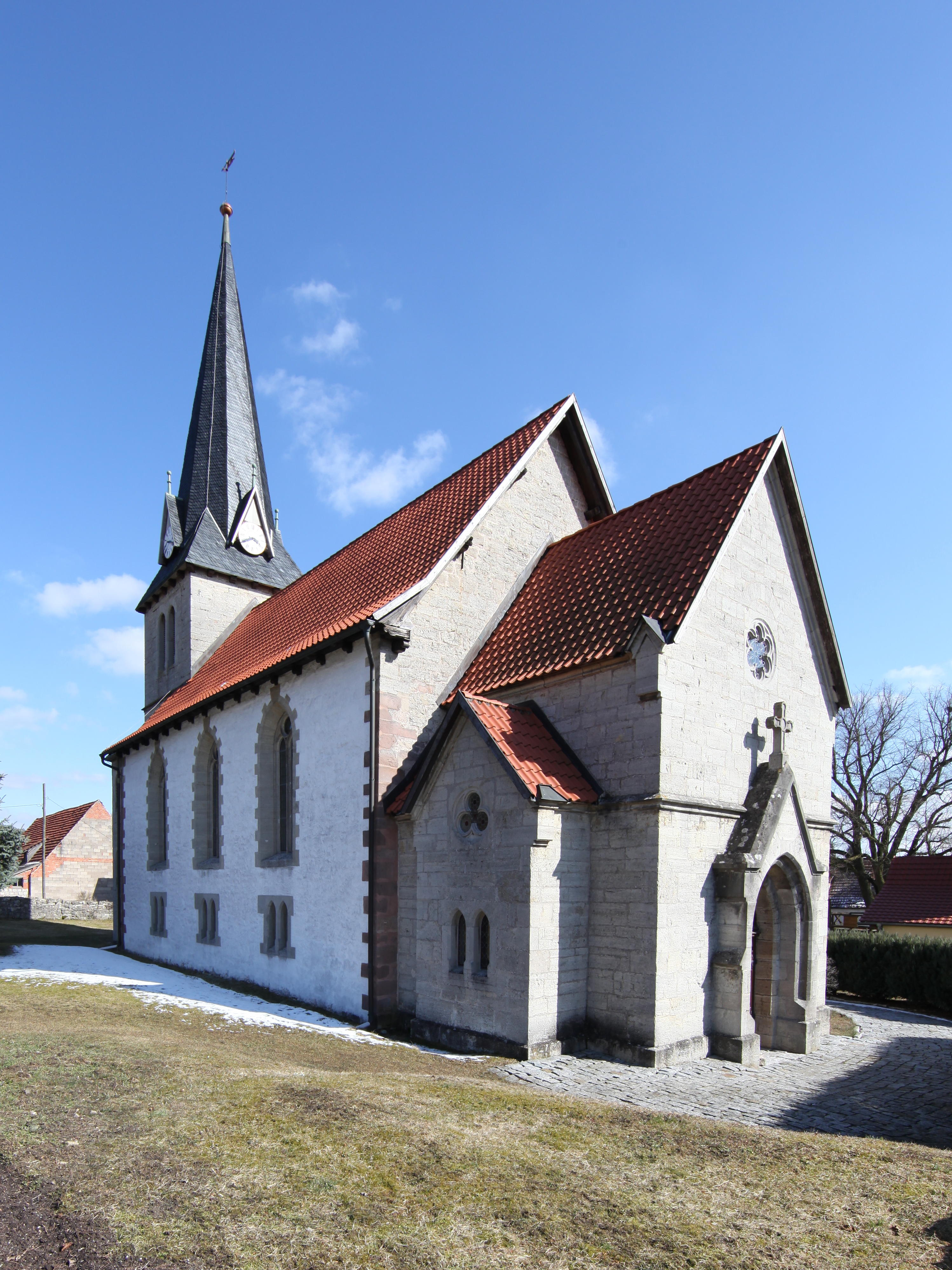
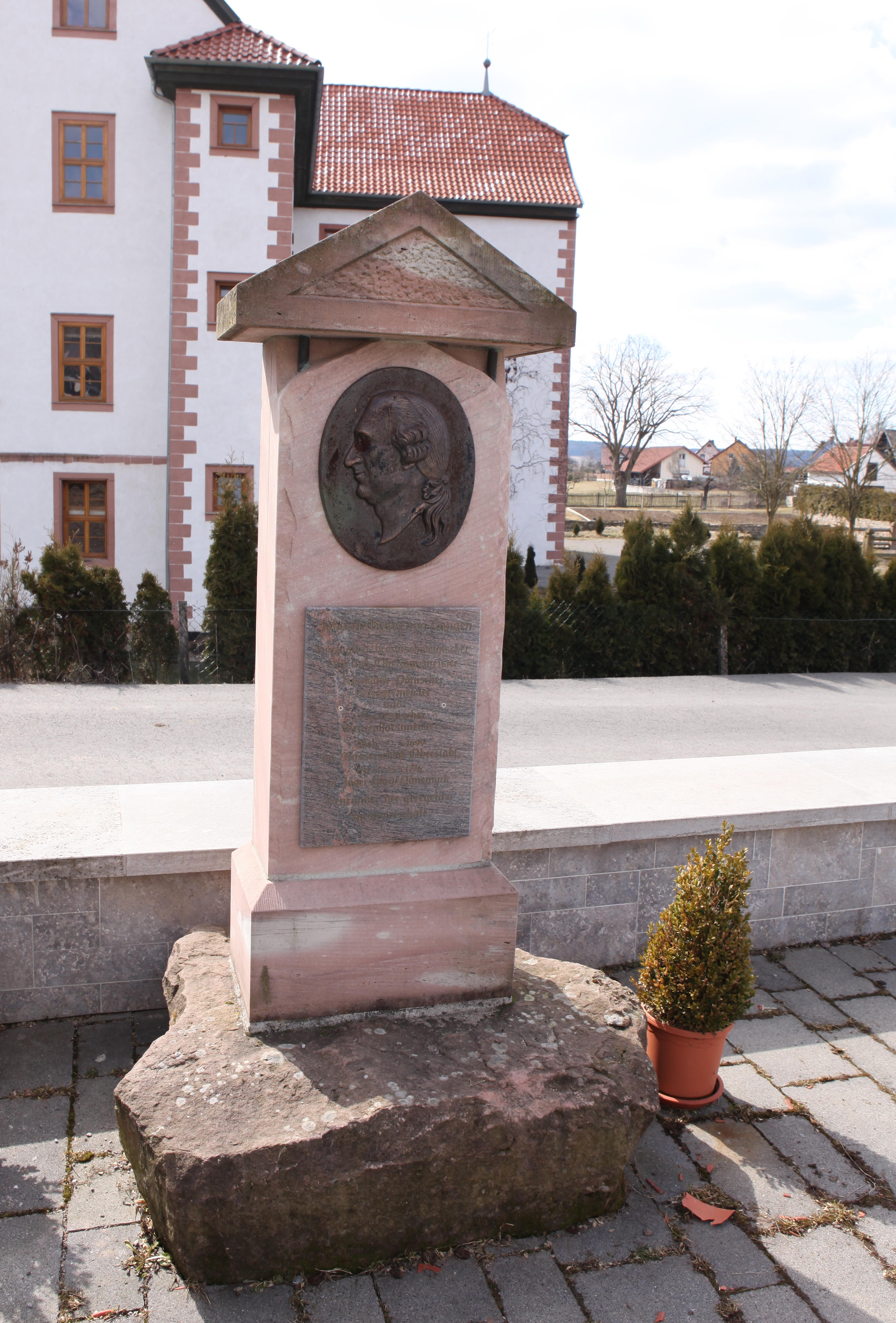